# Rivière Malartic
Pour les articles homonymes, voir Malartic.
La rivière Malartic est un affluent québécois de la rive sud du lac Malartic lequel est traversé par la rivière Harricana ; cette dernière se déverse sur la rive sud ontarienne de la baie James. La rivière Malartic est un cours d'eau traversant la municipalité de Malartic et de Rivière-Héva, dans la municipalité régionale de comté (MRC) de La Vallée-de-l'Or, dans la région administrative du Abitibi-Témiscamingue, au Québec, au Canada.

## Géographie

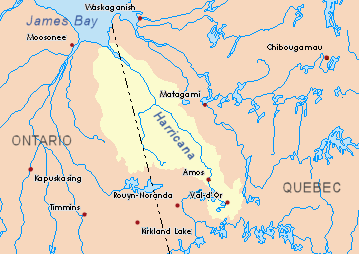
Bassin hydrographique de la rivière Harricana.

Les bassins versants voisins de la rivière Malartic sont :
- côté nord : lac Malartic, rivière Harricana ;
- côté est : rivière Harricana, lac De Montigny ;
- côté sud : ruisseau Keriens, ruisseau Raymond, ruisseau Mainville, rivière Fountière, ruisseau Fay, ruisseau Donay ;
- côté ouest : Petite rivière Héva, rivière Héva.

Le lac Milhaut (longueur : 1 km ; altitude : 352 m) constitue le plan d'eau de tête de la rivière Malartic. Sa superficie chevauche les limites des municipalités de Rivière-Héva et de Malartic. Sa rive ouest comporte une zone de marais.
À partir du lac Milhaut, la rivière Malartic coule sur environ 30 km vers le sud-est dans la municipalité de Malartic en formant de nombreux petits serpentins jusqu'à la rive ouest du lac de la Réserve (altitude : 315 m) que le courant traverse jusqu'a un barrage, puis, la rivière coule vers l'est, en traversant des zones agricoles et le village de Malartic et en formant plusieurs petits serpentins, jusqu'à la confluence d'un ruisseau venant du sud.
La rivière coule ensuite vers le nord-ouest, jusqu'à la rive sud-est d'un petit lac formé par l'élargissement de la rivière, que le courant traverse vers le nord-ouest. Puis traverse une zone de marais et se jette sur la rive nord-ouest de la partie sud du lac Ponson qu'il traverse vers le nord-ouest ainsi que le lac Pinsens jusqu'à la décharge de ce dernier. Enfin, la rivière franchit un dernier segment vers le nord, en faisant une courbe vers l'est et en traversant la limite intermunicipale pour rentrer sur le territoire de Rivière-Héva jusqu'au pont routier situé à l'embouchure,.
La rivière Malartic se déverse au fond d'une baie sur la rive sud du lac Malartic, à l'est de l'embouchure du ruisseau Lachance, et face à une île.

## Toponymie
Le toponyme « rivière Malartic » a été officialisé le 5 décembre 1968 à la Commission de toponymie du Québec.